# Silicon Valley Community Foundation
Die Silicon Valley Community Foundation ist eine gemeinnützige Stiftung mit Sitz in Mountain View, die das Silicon Valley (Santa Clara County) und die umliegenden Gemeinden (San Mateo County) betreut.
Als Donor-Advised Fund-Sponsor erlaubt der IRS den Spendern, einen Steuervorteil sofort bei der Spende des Vermögens an den Donor-Advised Fund zu beanspruchen, kann dies aber aufschieben, wenn das Vermögen als Zuschüsse an Wohltätigkeitsorganisationen verteilt wird. Der Fonds ist auch nicht gesetzlich verpflichtet, Vermögenswerte zu verteilen, wie es bei Familienstiftungen der Fall ist, so dass es wenig Druck gibt, Geld zu bewegen.
Der Zeitpunkt der prominenten Spenden an die Stiftung hat zu Vorwürfen geführt, dass die Stiftung als Steuerschlupfloch genutzt wird. Sowohl Mark Zuckerberg als auch Nick Woodman spendeten fast zeitgleich mit den Börsengängen ihrer Unternehmen, und die Gründer von WhatsApp spendeten kurz nach der Übernahme ihres Unternehmens.
Am 2. Oktober 2014 gaben Nicholas und Jill Woodman, die Gründer von GoPro, einem Hightech-Unternehmen für tragbare Kameras, bekannt, dass sie 500 Millionen Dollar an die Silicon Valley Community Foundation spenden würden. Im Jahr 2014 spendete Jan Koum, Gründer von WhatsApp, knapp 556 Millionen US-Dollar an die Silicon Valley Community Foundation, um einen donor-advised fund einzurichten. Am 30. Januar 2024 meldeten Medien, dass der Gründer und frühere CEO von Netflix Reed Hastings zwei Millionen Aktien des Streamingdienstes im Wert von derzeit rund 1,1 Milliarden Dollar an die Foundation gespendet habe.
Die Silicon Valley Community Foundation gründete und veranstaltete am 6. Mai 2014 Silicon Valley Gives, den ersten 24-stündigen Spendentag in der Bay Area. Die Spendenaktion wurde von der John S. and James L. Knight Foundation, Microsoft, NBC Bay Area sowie über 100 weiteren Einzelpersonen, Stiftungen und Unternehmen unterstützt. Die Veranstaltung wurde über die Online-Spendenplattform Razoo abgewickelt. Die Veranstaltung erbrachte 8.000.833 $ mit 14.889 Einzelspendern und mehr als 21.869 Spenden. SVCF veranstaltete außerdem mehr als 20 Schulungen für mehr als 650 lokale gemeinnützige Organisationen, um sie beim Aufbau von Kapazitäten im Vorfeld der Veranstaltung zu unterstützen.
Paul Allen hat bei der Silicon Valley Community Foundation einen Fonds für „Tackle Ebola“ eingerichtet. 2018 gab es Probleme mit dem CEO. Die Stiftung beauftragte eine Anwaltskanzlei, um die damit verbundenen Vorwürfe der sexuellen Belästigung durch Mari Ellen Loijens über viele Jahre hinweg zu untersuchen. Wenige Tage später wurde der CEO, Emmett Carson, in bezahlten Urlaub versetzt. Zwei Monate später wurde das Arbeitsverhältnis des CEO „beendet“ und der Rücktritt des Leiters der Personalabteilung akzeptiert, da eine Untersuchung „ergab, dass viele Anschuldigungen von aktuellen und ehemaligen Mitarbeitern begründet waren.“ Im November ernannte der Vorstand der Stiftung Nicole Taylor als Präsidentin und CEO.